# Rio Crixás (vattendrag i Brasilien, Goiás)
Rio Crixás är ett vattendrag i Brasilien.   Det ligger i delstaten Goiás, i den sydöstra delen av landet, 90 km nordost om huvudstaden Brasília.
Omgivningen kring Rio Crixás är huvudsakligen savann. Området är  glesbefolkat, med 19 invånare per kvadratkilometer.